# Forno solare di Odeillo

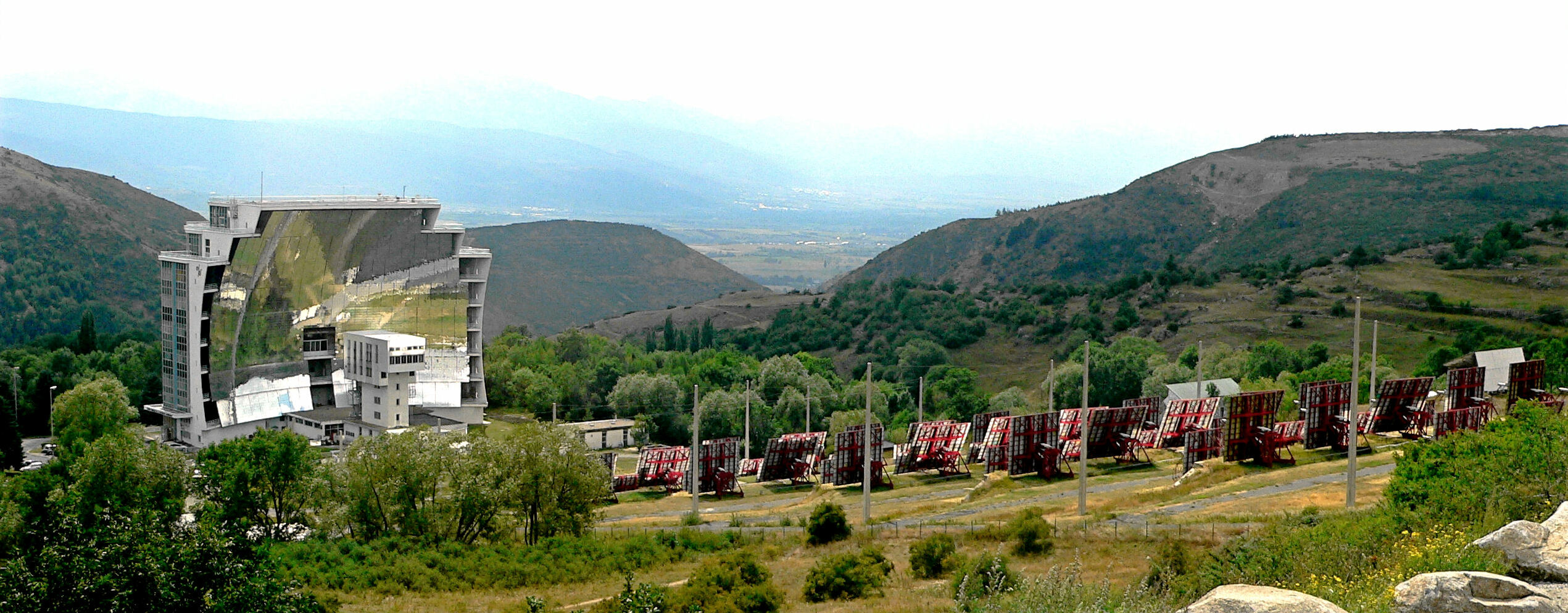
La potenza del forno solare a Font-Romeu-Odeillo-Via, Francia

La fornace solare di Odeillo, con una potenza di 1 MW, è il forno solare più potente al mondo assieme a quello di Tashkent in Uzbekistan. Questo laboratorio ha ottenuto conoscenze scientifiche uniche al mondo nello studio dei fenomeni che avvengono ad altissime temperature così come dei comportamenti dei materiali sottoposti ad ambienti estremi attraverso lo sfruttamento dell'irradiazione solare.

## Geografia
La fornace solare di Odeillo è situata nella zona di Font-Romeu-Odeillo-Via  in Cerdagne nel dipartimento dei Pirenei Orientali (nella regione Languedoc-Roussillon). Questo sito è stato scelto per le sue caratteristiche climatiche (l'insolazione supera le 3000 ore all'anno) e la purezza della sua atmosfera. Per questo motivo la zona ospita inoltre il forno solare di Mont-Louis e la centrale solare sperimentale Thémis, di Targassonne.

## Funzionamento

Principio di funzionamento

Il principio sul quale si basa il funzionamento della fornace è il concentramento dei raggi solari attraverso specchi. La fornace infatti è posizionata in fronte ad una collina sulla quale 63 eliostati indirizzano la luce solare verso una parabola anch'essa specchiata che la converge verso la sommità della torre centrale.